# Abbaye Saint-Ulrich-et-Sainte-Afre d'Augsbourg
L’abbaye Saint-Ulrich-et-Sainte-Afre est une ancienne abbaye bénédictine dans le centre historique d'Augsbourg, dans le Land de Bavière et le diocèse d'Augsbourg.

## Histoire
Une collégiale Sainte-Afre est converti entre 1006 et 1012 (selon la tradition du monastère 1012) sous l’évêque Bruno, frère de l’empereur Henri II, en un monastère bénédictin récemment occupé par des bénédictins de Tegernsee. Les chanoines se rendent à la cathédrale. De 1643 à 1802, il s'agit d'une abbaye impériale avec un siège et un vote au Reichstag. Le monastère est dissout en 1802 au cours de la sécularisation. La ville d’Augsbourg et l’État de Bavière sont les propriétaires communs. En 1805, un hôpital militaire et une caserne pour cavalerie sous le nom d'Ulrichskaserne sont installés dans le complexe du monastère. Une nouvelle communauté bénédictine est fondée en 1835 sous le nom d'abbaye Saint-Étienne.
La caserne reste en place jusqu'à la Seconde Guerre mondiale, puis en février 1944, lors d'un raid aérien, de nombreuses parties de la ville sont détruites. Après que les décombres sont enlevés seulement entre 1968 et 1971, l’hôtel de conférence Saint-Ulrich du diocèse d’Augsbourg ouvre ses portes en 1975.

## Abbés de Saint-Ulrich-et-Sainte-Afre
- Réginbald vers 1006–1007/13 (aussi Évêque de Spire)
- Dego 1007/13 – (1017?)
- Gotisgenus (1017?) – (1019?)
- Fridebold (1019?) – 1030/31
- Heinrich I. 1030/31 – (1044?)
- Dieto I. (1044?) – (1050?)
- Adilhalm (1050?) – 1073/77
- Die(t)mar 1073/77 – (1080?)
- Sigehard 1084–1099
- Hartmann 1100–1103
- Bernger 1103 – vers 1107
- Adalbero vers 1107–1109
- Egino 1109–1120
- Gunther (anti-abbé) 1118–1122/23
- Wollemar (abbé intérimaire) 1122/23 – 1124
- Udalschalk (1124) – 1149/50
- Hezilo 1149/50 – 1164/65
- Ulrich von Biberbach 1164/65 – 1175
- Heinrich II. von Maisach 1175–1178
- Manegold 1178–1184
- Heinrich III. 1184–1188
- Erkenbold 1188–1200/1202 (?)
- Ulrich II. 1200/1202 – 1211/1213
- Heinrich IV. 1211/1213 – vers 1220
- Dieto II. après 1220–1225/1228
- Liutfrid avant 1230 – vers 1230 (?)
- Hiltibrand 1230–1243 (?)
- Gebwin von Thürheim 1243 (?) – 1266
- Dietrich von Roth 1266–1288
- Siboto Stolzhirsch 1288 – vers 1293/1294
- Heinrich V. von Hugenanch 1293 (?) – 1315
- Marquard von Hageln 1315–1334
- Konrad I. Winkler 1334–1355
- Johannes I. von Fischach 1355–1366
- Friedrich von Gomaringen 1366–1379
- Heinrich VI. von Gabelbach 1379 – vers 1397
- Johannes II. Lauginger 1397–1403
- Johannes III. Kissinger 1403–1428
- Heinrich VII. Heutter 1428–1439
- Johannes IV. von Hohenstein 1439 – vers 1458
- Melchior Stammheim 1458–1474
- Heinrich VIII. Frieß 1474–1482
- Johannes V. von Giltlingen 1482–1496
- Konrad II. Mörlin 1496–1510
- Johannes VI. Schrott 1510 – vers 1527
- Johannes VII. Könlin 1527 – vers 1539
- Simon Goll 1539–1548
- Jacob Köplin 1548–1600
- Johannes VIII. Merk 1600–1632
- Bernhard Hertfelder 1632/1635 – 1664
- Gregor I. Jos 1664–1674
- Roman Daniel 1674–1694
- Willibald Popp 1694–1735
- Cölestin Mayr 1735–1753
- Joseph Maria von Langenmantl zu Westheim 1753–1790
- Wikterp Grundner 1790–1795
- Gregor II. Scheffler 1795–1802